# Katlego Kai Kolanyane-Kesupile
Katlego Kai Kolanyane-Kesupile, également connue sous le nom de Kat Kai Kol-Kes, née en janvier 1988 à Francistown, est une artiste botswanaise. Elle est performeuse, musicienne, écrivaine et militante LGBT. Elle est connue pour être la première personnalité publique du pays à s'identifier ouvertement en tant que personne transgenre. Elle est également la première personne du Botswana à être nommée TED Fellow.

## Biographie
Kolanyane-Kesupile est née en janvier 1988 à Francistown,. Elle fréquente l'école primaire de Clifton. À dix-huit ans, elle est en pensionnat à Durban. Kolanyane-Kesupile obtient un baccalauréat universitaire en théâtre à l'université du Witwatersrand et une maîtrise en droits de l'homme, culture et justice sociale à la Goldsmiths, université de Londres,. Elle devient boursière Chevening (en) en 2016.
En 2013, elle est la première personne transgenre à s'exprimer ouvertement au Botswana,,.
Kolanyane-Kesupile est la fondatrice du Queer Shorts Showcase Festival, qui est le premier et le seul festival de théâtre sur le thème LGBT au Botswana,. Elle écrit pour Peolwane Magazine, The Kalahari Review, The Washington Blade et AfroPUNK.com. Kolanyane-Kesupile joue également dans un groupe, Chasing Jakyb. Elle écrit pour lui des chansons  en anglais et en setswana. Le groupe a sorti un album, Bongo Country, en 2015.
Kolanyane-Kesupile est lauréate en 2013-2014 du Best of Botswana dans la catégorie Arts du spectacle. Elle figure dans les finalistes "hautement recommandés" des Queen's Young Leaders Awards de 2015. Elle est nommée TED Global Fellow en 2017 et est la première Motswana à recevoir cette distinction,. En 2018, elle figure dans la liste des 100 femmes OkayAfrica.